# Kevin Chapman (baseball)
Pour les articles homonymes, voir Chapman.
Pour l'acteur, voir Kevin Chapman.
Kevin Allen Chapman (né le 19 février 1988 à Coral Springs, Floride, États-Unis) est un ancien lanceur de relève gaucher des Ligues majeures de baseball.

## Carrière
Joueur des Gators de l'Université de Floride, Kevin Chapman est choisi par les Royals de Kansas City au 4e tour de la séance de repêchage amateur de 2010, après avoir repoussé des offres des Tigers de Détroit en 2006 et des White Sox de Chicago en 2009.
Le 20 mars 2012, alors qu'il est encore joueur des ligues mineures, Chapman est échangé aux Royals de Kansas City en retour du receveur Humberto Quintero et du voltigeur Jason Bourgeois.  Chapman fait ses débuts dans le baseball majeur avec Houston le 9 août 2013 face aux Rangers du Texas. Il effectue 25 présences comme lanceur de relève des Astros en 2013 et maintient une très bonne moyenne de points mérités de 1,77 avec 15 retraits sur des prises en 20 manches et un tiers lancées. Il encaisse une défaite mais remporte le 9 septembre 2013 contre les Mariners de Seattle sa première victoire dans les majeures.